# Folkeafstemningen om retsforbeholdet
Folkeafstemningen om retsforbeholdet  blev afholdt den 3. december 2015. Retsforbeholdet er et af de fire danske EU-forbehold, som betegnes Det nationale kompromis og har eksisteret siden Edinburgh-aftalen i 1993. Ved folkeafstemningen skulle danskerne afgøre, om retsforbeholdet skulle afskaffes og erstattes af en tilvalgsordning, idet der kunne stemmes 'ja' eller 'nej' til Forslag til lov om omdannelse af retsforbeholdet til en tilvalgsordning.

Danmark fik ved indgåelsen af Lissabon-traktaten i 2009 forhandlet sig til en tilvalgsordning på Den Europæiske Unions (EU) retlige- og indre samarbejde, lig den Storbritannien og Irland har. Det danske retsforbehold har dog forhindret regeringen i at gøre brug af denne, og derfor blev der indkaldt til en folkeafstemning om afskaffelse af forbeholdet.  Det overstatslige samarbejde har været til forhandling mellem EU's institutioner i en årrække, men er med forbehold for "mindre tekniske udeståender" faldet på plads den 26. november 2015.
Afstemningen fandt sted den 3. december 2015 fra 9.00 til 20.00 ved personligt fremmøde på sit valgsted, eller ved at afgive brevstemme. Brevafstemningen påbegyndtes torsdag den 8. oktober 2015 og afsluttedes 1. december 2015. 
Da der ikke kunne opnås fem-sjettedele flertal for lovforslaget i Folketinget, var Venstre-regeringen forpligtet til at udskrive en folkeafstemning, idet der med en tilvalgsordning overgives suverænitet til EU. Udover afskaffelsen af retsforbeholdet til fordel for en tilvalgsordning, havde ja-aftalepartierne Socialdemokraterne, Radikale Venstre, Det Konservative Folkeparti, SF og Venstre, givet hinanden løfte om at lade Danmark tiltræde 22 konkrete EU-retsakter hvis et flertal i befolkningen stemte 'Ja'. Dansk Folkeparti, Enhedslisten og Liberal Alliance fremhævede derimod, at i så fald ville det være op til det enhver tid siddende flertal i Folketinget at bestemme, hvilke retsakter Danmark skal tiltræde. Dermed ville der på retsområdet være givet køb på grundlovens § 20 om, at der skal være fem sjettedele flertal i Folketinget eller en folkeafstemning, hvis Danmark afgiver suverænitet til overstatslig myndighed.
Resultatet af folkeafstemningen blev en forkastelse af lovforslaget, idet 46.9 % af de afgivne stemmer var "ja", mens 53,1 % stemte "nej". Af 4.151.381 stemmeberettigede afgav 2.990.261 deres stemme, en deltagelse på 72,02 %.

## Politisk baggrund og debat
Angiveligt var den direkte årsag til folkeafstemningen, at det europæiske politisamarbejde (Europol) med Lissabontraktaten i 2009 overgik fra mellemstatsligt til overstatsligt niveau i et samarbejde, som betegnes Det europæiske område for frihed, sikkerhed og retfærdighed.

### Juridisk baggrund
Idet der ikke kunne opnås fem-sjettedeles flertal i Folketinget om at afskaffe retsforbeholdet og erstatte det af en tilvalgsordning, måtte regeringen indgå en aftale med de øvrige EU-positive partier, Socialdemokratiet, Radikale Venstre, Det Konservative Folkeparti og SF, om at udskrive en folkeafstemning om afgivelse af suverænitet på retspolitikkens område. Nej-partierne består af Liberal Alliance, Dansk Folkeparti og Enhedslisten. Alternativet var ikke en del af aftalen, men anbefalede et ja.
Grundlovens § 20 kræver, at der skal være fem sjettedele flertal i Folketinget eller en folkeafstemning, hvis Danmark afgiver suverænitet i nærmere bestemt omfang. Eksperter på området har påpeget, at tilvalgsordningen var udformet således, at der kunne opstå et statsretligt problem, fordi grundlovens § 20 ikke giver hjemmel til, at folkeafstemninger bemyndiger Folketinget til fremover med simpelt flertal at foretage suverænitetsoverdragelse. Dansk Folkeparti, Enhedslisten og Liberal Alliance benyttede dette argument i valgkampen, idet de gjorde opmærksom på, at et ja ved folkeafstemningen ville betyde, at Danmark fremover kan afgive suverænitet på alle de mange områder, der er omfattet af EU’s samarbejde om retlige og indre anliggender. Det ville herefter alene være op til det til enhver tid siddende flertal i Folketinget at håndhæve grundlovens § 20 om, at der skal være fem sjettedele flertal i Folketinget eller en folkeafstemning, hvis Danmark skal afgive suverænitet.
Ved udskrivelsen af folkeafstemningen var det ikke klart, hvad det overstatslige samarbejde på dette område konkret vil indebære i fremtiden. Den 26. november 2015 blev der imidlertid indgået en politisk aftale mellem forhandlerne fra EU-kommissionen, Europaparlamentet og EU’s ministerråd. Der mangler dog nogle "tekniske forhandlinger", inden den nye forordning kan træde i kraft. Det står imidlertid klart, at samarbejdet bliver overstatsligt i april 2017.
Udover de dele af retslige- og indre samarbejde i EU, ønskede aftalepartierne at tilvælge 22 retsakter samt 100 Schengen-love og to fra politi- og straffearbejdet, altså i alt 129 love.
Ja-sigerne fremhævede under valgkampen, at Danmark forlader Europol, hvis der blev stemt nej ved folkeafstemningen.
Nej -sigerne hævdede imidlertid, at folkeafstemningen ikke var et spørgsmål om dansk deltagelse i politisamarbejdet Europol. Danmark kan efter denne tolkning fortsætte i politisamarbejdet, indtil Danmark selv måtte melde sig ud. Med andre ord var folkeafstemningen ikke et spørgsmål om et Ja eller Nej til dansk deltagelse i politisamarbejdet Europol.
Europol bliver imidlertid formelt et overstatsligt samarbejde, når "overgangsperioden" er overstået i foråret 2017. Nej' et får ifølge en forsker flg. konsekvenser:
| Citat                   | Det betyder, at vi formelt ryger ud, når forordningen bliver vedtaget. Det er det, som er grundlaget for vores deltagelse, og når det ændrer sig, træder Europol ind i det overstatslige samarbejde, og det er det, vi har sagt nej til | Citat |
| Trine Thygesen Vendius. | |       |

Dansk Folkeparti og Liberal Alliance anerkender behovet for en tilknytning til Europol, men ønsker at Danmark skal indgå en parallelaftale om fortsat dansk deltagelse i Europol på samme måde, som Norge, Island og Schweiz. Det er Dansk Folkepartis opfattelse, at samarbejdet med Europol kan fastholdes specielt fordi Danmark modsat Norge, Island og Schweiz er medlem af EU.

#### De 22 retsakter
De 22 retsakter, som ifølge tilvalgsaftalen ville blive indført ved et 'ja', fremgår af Aftale om tilvalg af retsakter på området for retlige og indre anliggender. Disse retsakter omhandler tre typer juridiske forordninger: Strafferetsligt samarbejde, herunder:
- Direktiv om den europæiske efterforskningskendelse i straffesager, som skaber et samlet system til indsamling og fremskaffelse af bevismateriale i straffesager på tværs af grænserne.
- Direktiv om den europæiske beskyttelsesordre og forordningen om den civilretlige beskyttelsesordre, fx tilhold
- Menneskehandelsdirektivet, som omhandler beskyttelse af ofre for menneskehandel
- Direktiv om seksuelt misbrug af børn, som bl.a. indeholder minimumsregler for, hvilke handlinger på dette område, der skal være strafbare og straffene herfor.
- Cybercrimedirektivet, som bl.a. indeholder minimumsregler for, hvilke handlinger der skal være strafbare på dette område og straffene herfor.[21]

Hertil kommer forskellige direktiver om Familieret og erhvervsret, herunder mægling, arveret, konkurser og "småkrav".
Afskaffelse af retsforbeholdet til fordel for tilvalgsaftalen ville således have betydet, at der blev afgivet magt til EU inden for en række retspolitiske områder, herunder strafniveauer, fælles anklagemyndighed, familielovgivning udlændingepolitik, retssikkerhedsgarantier, civilret m.m.
I retsakterne er der elementer, der ville kunne true retssikkerheden, når det gælder pligten til at anerkende domme fra andre landes myndigheder. Dommere i andre EU-lande kan beordre ransagning hos eller aflytning af danskere, uden at danske domstole har lov til at afprøve, om der foreligger et tilstrækkeligt mistankegrundlag.

### Lissabon-traktaten
I Lissabon-traktaten fik Danmark ret til at bruge en tilvalgsordning (i lighed med den, som Storbritannien og Irland har) som erstatning for retsforbeholdet, såfremt der var en ønske herom. Efter den politiske aftale, der blev indgået mellem EU's institutioner den 26. november 2015, er det ikke klart, hvad alternativet til tilvalgsordningen kan være. Europols chef har udtalt om en evt. udelukkelse af Danmark fra samarbejdet:
| Citat | Det ville være uden fortilfælde. Vi har aldrig før haft et EU-land, som ikke var medlem af Europol. Muligvis kunne Danmark være med i nogle ting, men sådan et kompromis ville aldrig kunne blive lige så godt som at være en del af Europol. Det ville blive en dårligere løsning, både for Europol og for Danmark | Citat |
|       | |       |

Ifølge både Justitsministeriet og eksperter vil Danmark som et nybrud i dansk retskultur blive bundet af EU-bestemmelser om såkaldte "diskrete undersøgelser", såfremt danskerne stemmer ja til at ændre retsforbeholdet til en tilvalgsordning. Andre EU-lande vil kunne bede Danmark om bistand til "efterforskning i straffesager, som foretages af embedsmænd, der arbejder under dække eller falsk identitet", ifølge et notat fra Justitsministeriet om konsekvenserne for Danmark ved det såkaldte direktiv om den europæiske efterforskningskendelse, som er én af de retsakter, som danskerne skal stemme om.

### Asyl og indvandring
Partierne bag ønsket om en tilvalgsordning har afgivet en garanti for, at der ikke tilvælges nye retsakter på asyl- og indvandrerområdet uden en folkeafstemning herom. Alligevel er der blandt eksperterne ikke enighed om, hvad tilvalgsordningen betyder for asyl og indvandringspolitikken:
| Citat                                                      | Danmark kommer ikke til at være med i asyl- og indvandringspolitikken. Det har man garanteret på to måder. Ja-aftalen siger, at man giver hinanden gensidig vetoret i hele ja-gruppen. Så ét parti eller én person kan nedlægge veto mod at være med, og det er en rimelig sikker garanti. Derudover har man blandt ja-partierne sagt, at man også vil give danskerne en folkeafstemning kun om det emne, hvis det skulle blive aktuelt, at alle ja-partier ønsker at deltage. | Citat |
| Lektor ved Institut for Statskundskab Rebecca Adler-Nissen | |       |

Professor med speciale i grundlovsforhold, Peter Pagh, har vurderet, at et ja til afskaffelse af retsforbeholdet til fordel for en tilvalgsordning vil resultere i, at Danmark afgiver suverænitet på asyl- og indvandrerpolitikken, citat:
| Citat                      | Det er jo ikke lige det, der er tanken med grundlovens §20. Men det er den kreative fortolkning, man anlægger. Og man kan ikke med sikkerhed sige, at det er forkert. Men jeg ved ikke, hvordan man vil forklare borgerne det, for formelt skal vi jo stemme om, at vi overlader det hele til EU. Og så ligger der så en politisk aftale nedenunder. | Citat |
| -Juraprofessor Peter Pagh. | |       |

Dansk Folkeparti deler Peter Paghs vurdering, fordi med lovforslaget får et flertal i Folketinget adgang til at afgive suverænitet på asyl- og udlændingeområdet i ubegrænset omfang. Grundlovens § 20 tilsiger ellers, at der skal være fem sjettedele flertal eller et flertal af vælgerne ved en folkeafstemning, for at suverænitet kan afgives.

### Tilvalgsordningen
Under forhandlingerne af Forfatningstraktaten var det fra dansk side en prioritet, at Danmark ved en senere lejlighed kunne erstatte sit retsforbehold med en tilvalgsordning. Da denne traktat faldt efter folkeafstemninger i Holland og Frankrig, blev dette ønske også en del af forhandlingerne i forbindelse med Lissabontraktaten, hvilket blev imødekommet. Danmark fik med denne aftale adgang til at få et nyt forbehold, en tilvalgsordning, som en erstatning for retsforbeholdet. Tilvalgsmodellen svarer den model, som er gældende for Storbritannien og Irland.

### Schengen-samarbejdet
Danmark deltager i Schengen-samarbejdet på mellemstatsligt niveau. Hvis det nuværende retsforbehold var blevet ændret til en tilvalgsordning, så ville EU-Domstolen kunne erklære en dansk grænsekontrol for ulovlig og kræve grænsekontrollen fjernet.
Hvis et flertal i Folketinget er indstillet på at bruge tilvalgsordningen, uanset om dette sker som følge af et 'Ja' eller et 'Nej', er Danmark forpligtet til at inkorporere samtlige Schengen-love senest seks måneder efter, at man første gang gjorde brug af tilvalgsordningen. Det sker uanset hvilken retsakt, som Danmark ønsker at deltage i.

### Parallelaftale
Parallelaftale med EU er en international aftale, der sikrer, at Norge, Island og Schweiz kan være med i det internationale politiarbejde Europol, hvis formål er at bekæmpe grænseoverskridende kriminalitet på tværs af EU-landene. Ifølge en Gallup-undersøgelse den 13. november 2015 med 1091 adspurgte er 64 % af danskerne helt enige eller delvis enige i, at Danmark skal deltage i en lignende aftale.
Juraprofessor Thomas Elholm ved Syddansk Universitet har udtalt, at øvrige EU-lande gerne vil samarbejde med Danmark i Europol, desuden eksisterer der flere lande, der ikke er med i EU, men som har aftaler med Europol. Ulempen er, at EU-systemet bliver arbejdsmæssigt belastet, såfremt EU skal udarbejde en særskilt parallelaftale med Danmark.

### Strafferet og politisamarbejde
Ifølge juraprofessor og institutleder på Syddansk Universitet, Thomas Elholm, kunne direktivet om den europæiske efterforskningskendelse medføre, at EU kan tvinge dansk politi til at overvåge, aflytte, skygge og afhøre danske statsborgere for ytringer og handlinger, der ikke er strafbare i Danmark, såfremt danskerne den 3. december havde stemt ja til at fjerne EU-retsforbeholdet.
Vedrørende menneskehandel og slavesex vil et nej til afskaffelse af retsforholdet ikke få indflydelse på bekæmpelsen af menneskehandel og slavesex i Danmark, fordi Danmark har allerede taget højde for menneskehandel og rufferi via bestemmelserne i Danmarks straffelov (Straffeloven §§ 262a og 233). Danmark har bidraget med straffeloven § 262a til bekæmpelsen af menneskehandel for at sikre, at Danmark opfylder sine forpligtigelser efter protokollen til FN-konventionen om grænseoverskridende kriminalitet vedrørende bekæmpelse af handel med mennesker, der supplerer FN’s konvention om grænseoverskridende organiseret kriminalitet (Palermokonventionen) samt EU-rammeafgørelse om menneskehandel.

### Rigsfællesskabet
Hvis danskerne havde stemt ja til at afskaffe retsforbeholdet til fordel for en tilvalgsordning, ville dette berøre Rigsfællesskabet mellem Danmark, Grønland og Færøerne.
Det kunne føre til en situation, hvor EU bestemmer, hvilke regler der skal gælde i Danmark, mens danske politikere skulle vedblive med at være lovgivende magt, men kun for Færøerne og Grønland. Færøerne ønskede ikke, at folkeafstemningen skulle udvides til at dække hele Rigsfællesskabet, fordi Færøerne ønsker at gå deres egne veje i forhold til EU. Heller ikke Grønland var interesseret i at blive inddraget i folkeafstemningen.

## Standpunkt for politiske partier, bevægelser og organisationer
Følgende anbefalede et ja til omdannelse af retsforbeholdet:
Partier i Folketinget
- Socialdemokraterne
  - Danmarks Socialdemokratiske Ungdom
- Radikale Venstre
  - Radikal Ungdom
- Det Konservative Folkeparti
- SF - Socialistisk Folkeparti
  - Socialistisk Folkepartis Ungdom
- Venstre
  - Venstres Ungdom
- Alternativet[fn 5]

Andre partier og organisationer
- Europabevægelsen[37]
- Europæisk Ungdom
- Red Barnet[38]
- Børns Vilkår[38]
- Børnefonden[38]
- Reden[38]
- Politiforbundet[38]
- LO[38]
- CO-Industri[38]
- HK[38]
- Dansk Metal[38]
- Akademikerne[38]
- Djøf[38]
- Advokatsamfundet[38]
- Danske Advokater[38]
- Dansk Arbejdsgiverforening[38]
- Dansk Industri[38]
- Dansk Erhverv[38]
- Finansrådet[38]
- Danmarks Rederiforening[38]
- Landbrug & Fødevarer[38]
- Håndværksrådet[38]
- Dansk Byggeri[38]
- Tekniq[38]
- ITD[38]

Følgende anbefalede et nej til omdannelse af retsforbeholdet:
Partier i Folketinget
- Dansk Folkeparti
  - Dansk Folkepartis Ungdom
- Enhedslisten
  - Socialistisk UngdomsFront
- Liberal Alliance
  - Liberal Alliances Ungdom

Andre partier og organisationer
- Folkebevægelsen mod EU
- Fremskridtspartiet[39]
- Retsforbundet[40]
- Kommunistisk Parti[41]
- Dansk Samling[42]
- Danskernes Parti[43]
- Konservativ Ungdom[fn 6]
- Kristendemokraterne[44]
- Bygge-, Jord- og Miljøarbejdernes Fagforening[45]

## Alternative forslag til den aftale som de fem partier bag EU-aftalen indgik
Dansk Folkeparti, Enhedslisten, Liberal Alliance og Folkebevægelsen mod EU fremlagde i september 2015 en aftale, der anviste en anden vej end den aftale, som de fem partier bag EU-aftalen havde indgået.
Den alternative aftale blev indgået, fordi Dansk Folkeparti, Enhedslisten, Liberal Alliance og Folkebevægelsen mod EU mener, at partierne bag EU-aftalen forsøger at fremstille retsforbeholdet som årsagen til, at Danmark må forlade politisamarbejdet og Europol. Partierne bag EU-aftalen undlader at nævne, at man overfører dansk suverænitet til EU på en stribe centrale områder, såfremt man afskaffer retsforbeholdet. Afskaffelse af retsforbeholdet vil betyde, at der afgives magt til EU inden for en række retspolitiske områder, herunder strafniveauer, fælles anklagemyndighed, familielovgivning udlændingepolitik, retssikkerhedsgarantier, civilret m.m..
På den baggrund blev Dansk Folkeparti, Enhedslisten, Liberal Alliance og Folkebevægelsen mod EU enige om nedenstående principper, der sikrer adgang til dokumenter og åbenhed om forhandlinger og et krav om folkeafstemninger, såfremt Danmark skal længere ind i EU’s retspolitik:

### Adgang til information
1) Folketingets og Europa-Parlamentets danske medlemmer skal som minimum informeres efter de regler, som er vedtaget mellem den tyske regering og Forbundsdagen 4.juli 2013. Det betyder, at Folketinget skal have adgang til langt flere dokumenter end i dag, herunder dokumenter fra uformelle ministermøder og arbejdsgrupper, der udfører forberedende opgaver og sager ved Den Europæiske Unions Domstol, hvor Danmark er part.
2) Uanset om man ønsker at afskaffe retsforbeholdet eller ej, bør åbenheden øges. Det er udtryk for hemmelighedskræmmeri, at der ikke er åbenhed om de dokumenter og spørgsmål, der er udvekslet under forhandlingerne om den såkaldte tilvalgsordning. Derfor opfordres partierne bag EU-aftalen til at lægge alt åbent frem, så befolkningen har det bedst mulige grundlag at tage stilling på.
3) Der skal sikres resurser til, at civilsamfundet og Folketinget kan få indsigt og indflydelse til at præge EU-politikken. Folketingets debat og kontrol med EU-lovgivningen, ministrenes mandatpositioner på ministerrådsmøder og statsministerens positioner til EU-topmøder bør styrkes. Det gælder også kontrollen med proportionalitets- og nærhedsprincipper, hvilket bør ske ved, at EU-lovgivning behandles efter Grundlovens principper for lovbehandling i Folketingssalen og at statsministerens oplæg til EU-topmøder sættes til debat i Folketingssalen samt øvrige initiativer, der skaber mere åbenhed.

### Dansk deltagelse i EU’s retspolitik
4) Gennemførelse af retsakter, der i dag er omfattet af retsforbeholdet, sker via parallelaftaler eller ved konkret anvendelse af tilvalgsordningen på de enkelte retsområder. Grundlovens § 20 iagttages for hver ny retsakt.
Konkret er der således to alternativer, der begge rummer muligheden for dansk deltagelse i Europol:
Det første alternativ overlader ikke beføjelser til EU, men sikrer samarbejdet om væsentlige områder med de andre EU-lande via indgåelse af parallelaftaler, som det eksempelvis kendes fra Norge, Island og Schweiz samt en lang række andre lande. Dermed sikres fortsat dansk deltagelse i Europol-samarbejdet, hvor Danmark på lige fod med alle andre lande, der deltager i samarbejdet, indgår i det operationelle politisamarbejde på tværs af grænserne. En parallelaftale giver mere gennemsigtighed og demokratisk handlefrihed end den suverænitetsafgivelse, der ligger i en tilvalgsordning.
Det andet alternativ er en begrænset anvendelse af tilvalgsordningen, hvor det accepteres at overlade retspolitiske beføjelser til EU på et nærmere bestemt område – eksempelvis Europol. På alle øvrige områder af EU's retspolitik fastholdes suveræniteten i Danmark. Dermed sikres det, at enhver overladelse af beføjelser til EU skal i høring, diskuteres og behandles grundigt i Folketinget ligeværdigt mellem alle Folketingets partier. Og det sikres, at enhver overladelse af beføjelser sker ved folkeafstemning efter Grundlovens § 20. Dermed sikres det, at danskerne får mulighed for at tage konkret stilling, når der overlades suverænitet.

### Ændringer af EU-samarbejdet
5) Enhver fremtidig ændring af EU-traktaterne, der fører til mere union, forelægges folkeafstemning, uafhængig af om der juridisk er tale om suverænitetsafgivelse eller ej.

### Uafhængig analyse
6) Den af regering afgivne analyse vedrørende retsakterne inden for retsforbeholdet er ikke et brugbart grundlag for debatten for folkeafstemningen, idet analysen dels er udarbejdet af embedsmænd, som er underlagt loyalitetspligt overfor ministeren. Dermed kan analysen ikke betragtes som objektiv eller politisk uafhængig, og bør derfor heller ikke anvendes som sådan i den fortsatte debat. Der bør afsættes midler til en egentlig uafhængig analyse, eksempelvis af en gruppe af højesteretsdommere til at analysere de forfatningsretlige implikationer, eller at give fortalerne for et fortsat forbehold tilsvarende midler til udarbejdelse af en analyse.

## Spørgsmål og svar ved et ja og nej
En retsakt er bindende og kan ikke trækkes tilbage: Dette er både gældende for de 22 retsakter, som aftalepartierne (Socialdemokraterne, Radikale Venstre, Det Konservative Folkeparti, SF og Venstre) agter at tiltræde ved et ja, samt fremtidige retsakter, som kan blive vedtaget med et simpelt flertal i Folketinget.
- Ja (til afskaffelse af retsforbeholdet): Ønsker et simpelt flertal at tiltræde retsakter, som afgiver dansk suverænitet, vil dette kunne ske som et tilvalg.
- Nej (til afskaffelse af retsforbeholdet): Bevarelse af Retsforbeholdet og dermed bibeholde Danmarks suverænitet jævnfør Grundlovens § 20, der foreskriver, at vedtagelse af lovforslag kræver et flertal på fem sjettedele af Folketingets medlemmer.[48]

## Meningsmålinger
Alle meningsmålingerne frem til september pegede henimod et ja ved folkeafstemningen, men andelen af vælgere, som tilkendegav, at de agtede at stemme ja havde været faldende siden, at de første målinger blev foretaget. Fra september til medio november var der skiftevis flertal for "ja" og "nej", hvilket antydede en nogenlunde lige stor tilslutning til begge holdninger, mens andelen af uafklarede var stigende gennem længere tid og ja og nej-siden nærmede sig hinanden.
Ultimo november udviste målingerne imidlertid færre uafklarede, samtidig med, at tendensen bevægede sig i retning af et flertal for 'nej'.
Som en kommentar til tendensen udtalte professor og valgforsker ved Københavns Universitet Kasper Møller Hansen til Altinget:
| Citat                                           | Der er ingen tvivl om, at alle ja-partierne ville have skudt den her folkeafstemning langt væk, hvis de havde vidst, at flygtningekrisen var på vej. I starten af året talte vi om Europol, men flygtningesituationen har mudret opfattelsen fuldstændig til. | Citat |
| -Professor og valgforsker Kasper Møller Hansen. | |       |

| Dato(er)            | Analyseinstitut                                                     | Størrelse | Ja    | Nej   | Uafklaret | Favør |
| ------------------- | ------------------------------------------------------------------- | --------- | ----- | ----- | --------- | ----- |
| 1.-2. dec. 2015     | Megafon/TV2 Arkiveret 4. december 2015 hos Wayback Machine          | 1.927     | 39,4% | 42,2% | 18,4%     | 2,8%  |
| 30.nov-1. dec. 2015 | Gallup/Berlingske Arkiveret 8. december 2015 hos Wayback Machine    | 1.630     | 37%   | 42%   | 21%       | 5%    |
| 25.nov-1. dec. 2015 | Wilke/Jyllandsposten Arkiveret 8. december 2015 hos Wayback Machine | 2.000     | 37,4% | 41,1% | 21,5%     | 3,7%  |
| 22.-30. nov. 2015   | Epinion/DR Arkiveret 3. december 2015 hos Wayback Machine           | 2.778     | 32%   | 36%   | 31%       | 4%    |
| 26.-29. nov. 2015   | Megafon/TV2 Arkiveret 2. december 2015 hos Wayback Machine          | 1.000     | 35%   | 40%   | 25%       | 5%    |
| 25.-26. nov. 2015   | Gallup/Berlingske Arkiveret 30. november 2015 hos Wayback Machine   | 1.035     | 34%   | 38%   | 25%       | 4%    |
| 20.-23. nov. 2015   | Megafon/TV2 Arkiveret 27. november 2015 hos Wayback Machine         | 1.031     | 39%   | 38%   | 23%       | 1%    |
| 18.-23. nov. 2015   | Norstat/Altinget Arkiveret 27. november 2015 hos Wayback Machine    | 1.002     | 34%   | 41%   | 25%       | 7%    |
| 16.-22. nov. 2015   | Epinion/DR Arkiveret 26. november 2015 hos Wayback Machine          | 2.373     | 32%   | 29%   | 34%       | 3%    |
| medio nov. 2015     | Voxmeter/Ritzau Arkiveret 23. november 2015 hos Wayback Machine     | 1.009     | 34,8% | 32,1% | 33,1%     | 2,7%  |
| nov. 2015           | Voxmeter/Ritzau Arkiveret 18. november 2015 hos Wayback Machine     | 1.010     | 33,0% | 30,5% | 36,5%     | 2,5%  |
| primo nov. 2015     | Voxmeter/Ritzau Arkiveret 8. december 2015 hos Wayback Machine      | 1.005     | 26,8% | 30,4% | 42,7%     | 3,6%  |
| 26.-28. okt. 2015   | Megafon/Politiken Arkiveret 26. november 2015 hos Wayback Machine   | ca. 1.000 | 32%   | 28%   | 40%       | 4%    |
| 22.-26. okt. 2015   | Norstat/Altinget Arkiveret 12. november 2015 hos Wayback Machine    | 1.000     | 31%   | 37%   | 33%       | 6%    |
| 14.-21. okt. 2015   | Epinion/DR Nyheder Arkiveret 27. oktober 2015 hos Wayback Machine   | 1.005     | 29%   | 28%   | 39%       | 1%    |
| ultimo sep. 2015    | Voxmeter/Ritzau Arkiveret 11. oktober 2015 hos Wayback Machine      | 1.009     | 26%   | 37%   | 36%       | 9%    |
| 21.-24. sep. 2015   | Megafon/Politiken Arkiveret 26. november 2015 hos Wayback Machine   | ca. 1.000 | 41%   | 32%   | 27%       | 9%    |
| 16.-21. sep. 2015   | Norstat/Altinget Arkiveret 20. november 2015 hos Wayback Machine    | 1.001     | 31%   | 36%   | 33%       | 5%    |
| 24.-26. aug. 2015   | Megafon/Politiken Arkiveret 26. november 2015 hos Wayback Machine   | ca. 1.000 | 41%   | 27%   | 33%       | 14%   |
| 21.-24. aug. 2015   | Norstat/Altinget Arkiveret 8. december 2015 hos Wayback Machine     | 1.000     | 34%   | 33%   | 32%       | 1%    |
| jun. 2015           | Norstat/Altinget Arkiveret 20. november 2015 hos Wayback Machine    | ca. 1.000 | 38%   | 31%   | 31%       | 7%    |
| maj. 2015           | Norstat/Altinget Arkiveret 20. november 2015 hos Wayback Machine    | ca. 1.000 | 40%   | 30%   | 30%       | 10%   |
| apr. 2015           | Norstat/Altinget Arkiveret 20. november 2015 hos Wayback Machine    | ca. 1.000 | 36%   | 29%   | 34%       | 7%    |
| 12.-17. mar. 2015   | Norstat/Altinget Arkiveret 8. december 2015 hos Wayback Machine     | 1.001     | 38%   | 27%   | 35%       | 11%   |
| 3. feb. 2015        | Norstat/Altinget Arkiveret 8. december 2015 hos Wayback Machine     | ca. 1.000 | 39%   | 27%   | 34%       | 12%   |
| 12. jan. 2015       | ukendt/Børsen Arkiveret 8. december 2015 hos Wayback Machine        | ca. 1.000 | 43%   | 41%   | 16%       | 2%    |
| jan. 2015           | Norstat/Altinget Arkiveret 20. november 2015 hos Wayback Machine    | ca. 1.000 | 39%   | 27%   | 34%       | 12%   |

## Afstemningsresultatet
| Sted                        | Ja stemmer | Ja % | Nej-stemmer | Nej % | I alt gyldige | Blanke | Ugyldige | I alt afgivne stemmer |
| --------------------------- | ---------- | ---- | ----------- | ----- | ------------- | ------ | -------- | --------------------- |
| Hele Landet                 | 1.375.862  | 46,9 | 1.558.437   | 53,1  | 2.934.299     | 48.216 | 7.746    | 2.990.261             |
| Hovedstaden                 | 442.179    | 50,4 | 435.348     | 49,6  | 877.527       | 15.674 | 2.587    | 895.788               |
| Københavns Storkreds        | 176.085    | 50,3 | 174.291     | 49,7  | 350.376       | 8.202  | 1.286    | 359.864               |
| 1. Østerbro                 | 21.103     | 56,4 | 16.294      | 43,6  | 37.397        | 851    | 136      | 38.384                |
| 2. Sundbyvester             | 14.321     | 49,0 | 14.927      | 51,0  | 29.248        | 634    | 110      | 29.992                |
| 3. Indre By                 | 15.964     | 58,4 | 11.381      | 41,6  | 27.345        | 611    | 88       | 28.044                |
| 4. Sundbyøster              | 11.263     | 44,6 | 13.986      | 55,4  | 25.249        | 572    | 118      | 25.939                |
| 5. Nørrebro                 | 18.355     | 49,8 | 18.527      | 50,2  | 36.882        | 1.305  | 154      | 38.341                |
| 6. Bispebjerg               | 9.239      | 42,3 | 12.599      | 57,7  | 21.838        | 580    | 109      | 22.527                |
| 7. Brønshøj                 | 17.239     | 47,5 | 19.085      | 52,5  | 36.324        | 738    | 156      | 37.218                |
| 8 Valby                     | 10.852     | 45,8 | 12.830      | 54,2  | 23.682        | 567    | 83       | 24.332                |
| 9. Vesterbro                | 14.468     | 50,1 | 14.411      | 49,9  | 28.879        | 823    | 116      | 29.818                |
| 10. Falkoner                | 16.821     | 60,5 | 11.002      | 39,5  | 27.823        | 625    | 69       | 28.517                |
| 11. Slots                   | 14.327     | 55,2 | 11.628      | 44,8  | 25.955        | 543    | 85       | 26.583                |
| 12. Tårnby                  | 12.133     | 40,8 | 17.621      | 59,2  | 29.754        | 353    | 62       | 30.169                |
| Københavns Omegns Storkreds | 124.928    | 48,2 | 134.156     | 51,8  | 259.084       | 3.748  | 619      | 263.451               |
| 1. Gentofte                 | 25.149     | 65,9 | 13.016      | 34,1  | 38.165        | 527    | 123      | 38.815                |
| 2. Lyngby                   | 17.511     | 60,8 | 11.279      | 39,2  | 28.790        | 490    | 94       | 29.374                |
| 3. Gladsaxe                 | 15.905     | 48,9 | 16.589      | 51,1  | 32.494        | 580    | 54       | 33.128                |
| 4. Rødovre                  | 13.719     | 42,6 | 18.466      | 57,4  | 32.185        | 499    | 70       | 32.754                |
| 5. Hvidovre                 | 9.897      | 39,1 | 15.391      | 60,9  | 25.288        | 334    | 38       | 25.660                |
| 6. Brøndby                  | 12.753     | 40,9 | 18.443      | 59,1  | 31.196        | 342    | 66       | 31.604                |
| 7. Taastrup                 | 14.767     | 42,1 | 20.294      | 57,9  | 35.061        | 485    | 93       | 35.639                |
| 8. Ballerup                 | 15.227     | 42,4 | 20.678      | 57,6  | 35.905        | 491    | 81       | 36.477                |
| Nordsjællands Storkreds     | 131.228    | 53,3 | 115.130     | 46,7  | 246.358       | 3.329  | 596      | 250.283               |
| 1. Helsingør                | 15.438     | 47,9 | 16.814      | 52,1  | 32.252        | 467    | 106      | 32.825                |
| 2. Fredensborg              | 20.905     | 60,1 | 13.901      | 39,9  | 34.806        | 396    | 47       | 35.249                |
| 3. Hillerød                 | 24.256     | 49,4 | 24.883      | 50,6  | 49.139        | 719    | 134      | 49.992                |
| 4. Frederikssund            | 17.403     | 42,6 | 23.404      | 57,4  | 40.807        | 496    | 107      | 41.410                |
| 5. Egedal                   | 24.756     | 55,1 | 20.150      | 44,9  | 44.906        | 645    | 96       | 45.647                |
| 6. Rudersdal                | 28.470     | 64,1 | 15.978      | 35,9  | 44.448        | 606    | 106      | 45.160                |
| Bornholms Storkreds         | 9.938      | 45,8 | 11.771      | 54,2  | 21.709        | 395    | 86       | 22.190                |
| 1. Rønne                    | 4.936      | 46,8 | 5.621       | 53,2  | 10.557        | 204    | 49       | 10.810                |
| 2. Aakirkeby                | 5.002      | 44,9 | 6.150       | 55,1  | 11.152        | 191    | 37       | 11.380                |
| Sjælland-Syddanmark         | 478.225    | 44,3 | 601.656     | 55,7  | 1.079.881     | 15.605 | 2.963    | 1.098.449             |
| Sjællands Storkreds         | 191.179    | 43,0 | 252.984     | 57,0  | 444.163       | 5.777  | 1.101    | 451.041               |
| 1. Lolland                  | 8.289      | 36,3 | 14.577      | 63,7  | 22.866        | 249    | 79       | 23.194                |
| 2. Guldborgsund             | 13.646     | 40,4 | 20.093      | 59,6  | 33.739        | 426    | 94       | 34.259                |
| 3. Vordingborg              | 10.779     | 41,5 | 15.177      | 58,5  | 25.956        | 336    | 72       | 26.364                |
| 4. Næstved                  | 18.613     | 42,4 | 25.269      | 57,6  | 43.882        | 586    | 111      | 44.579                |
| 5. Faxe                     | 12.957     | 40,8 | 18.794      | 59,2  | 31.751        | 379    | 78       | 32.208                |
| 6. Køge                     | 21.260     | 45,4 | 25.545      | 54,6  | 46.805        | 656    | 88       | 47.549                |
| 7. Greve                    | 17.700     | 46,9 | 20.041      | 53,1  | 37.741        | 409    | 101      | 38.251                |
| 8. Roskilde                 | 23.885     | 51,9 | 22.157      | 48,1  | 46.042        | 829    | 111      | 46.982                |
| 9. Holbæk                   | 15.825     | 43,3 | 20.724      | 56,7  | 36.549        | 453    | 101      | 37.103                |
| 10. Kalundborg              | 17.400     | 38,7 | 27.582      | 61,3  | 44.982        | 516    | 114      | 45.612                |
| 11. Ringsted                | 14.490     | 43,5 | 18.836      | 56,5  | 33.326        | 477    | 87       | 33.890                |
| 12. Slagelse                | 16.335     | 40,3 | 24.189      | 59,7  | 40.524        | 461    | 65       | 41.050                |
| Fyns Storkreds              | 120.588    | 45,9 | 141.942     | 54,1  | 262.530       | 4.570  | 801      | 267.901               |
| 1. Odense Øst               | 14.779     | 44,9 | 18.159      | 55,1  | 32.938        | 749    | 116      | 33.803                |
| 2. Odense Vest              | 13.938     | 45,7 | 16.594      | 54,3  | 30.532        | 581    | 112      | 31.225                |
| 3. Odense Syd               | 19.258     | 52,5 | 17.428      | 47,5  | 36.686        | 731    | 141      | 37.558                |
| 4. Assens                   | 10.246     | 44,8 | 12.646      | 55,2  | 22.892        | 355    | 57       | 23.304                |
| 5. Middelfart               | 17.315     | 46,8 | 19.716      | 53,2  | 37.031        | 534    | 75       | 37.640                |
| 6. Nyborg                   | 13.713     | 44,1 | 17.374      | 55,9  | 31.087        | 466    | 92       | 31.645                |
| 7. Svendborg                | 16.652     | 42,5 | 22.542      | 57,5  | 39.194        | 667    | 111      | 39.972                |
| 8. Faaborg                  | 14.687     | 45,7 | 17.483      | 54,3  | 32.170        | 487    | 97       | 32.754                |
| Sydjyllands Storkreds       | 166.458    | 44,6 | 206.730     | 55,4  | 373.188       | 5.258  | 1.061    | 379.507               |
| 1. Sønderborg               | 17.489     | 44,4 | 21.904      | 55,6  | 39.393        | 519    | 114      | 40.026                |
| 2. Aabenraa                 | 13.561     | 44,6 | 16.860      | 55,4  | 30.421        | 386    | 78       | 30.885                |
| 3. Tønder                   | 8.885      | 44,5 | 11.080      | 55,5  | 19.965        | 314    | 59       | 20.338                |
| 4. Esbjerg By               | 12.376     | 38,1 | 20.118      | 61,9  | 32.494        | 464    | 111      | 33.069                |
| 5. Esbjerg Omegn            | 12.940     | 45,1 | 15.742      | 54,9  | 28.682        | 372    | 68       | 29.122                |
| 6. Varde                    | 12.506     | 47,3 | 13.937      | 52,7  | 26.443        | 367    | 53       | 26.863                |
| 7. Vejen                    | 16.146     | 45,0 | 19.742      | 55,0  | 35.888        | 479    | 122      | 36.489                |
| 8. Vejle Nord               | 13.799     | 49,2 | 14.252      | 50,8  | 28.051        | 492    | 78       | 28.621                |
| 9. Vejle Syd                | 13.401     | 46,1 | 15.678      | 53,9  | 29.079        | 488    | 109      | 29.676                |
| 10. Fredericia              | 10.838     | 41,0 | 15.582      | 59,0  | 26.420        | 308    | 62       | 26.790                |
| 11. Kolding Nord            | 10.794     | 49,5 | 11.022      | 50,5  | 21.816        | 298    | 60       | 22.174                |
| 12. Kolding Syd             | 10.702     | 43,7 | 13.792      | 56,3  | 24.494        | 307    | 58       | 24.859                |
| 13. Haderslev               | 13.021     | 43,3 | 17.021      | 56,7  | 30.042        | 464    | 89       | 30.595                |
| Midtjylland-Nordjylland     | 455.458    | 46,6 | 521.433     | 53,4  | 976.891       | 16.937 | 2.196    | 996.024               |
| Østjyllands Storkreds       | 194.320    | 48,2 | 208.665     | 51,8  | 402.985       | 7.947  | 958      | 411.890               |
| 1. Århus Syd                | 22.925     | 54,7 | 18.989      | 45,3  | 41.914        | 994    | 105      | 43.013                |
| 2. Århus Vest               | 19.077     | 48,6 | 20.148      | 51,4  | 39.225        | 849    | 99       | 40.173                |
| 3. Århus Nord               | 21.280     | 50,8 | 20.605      | 49,2  | 41.885        | 1.154  | 107      | 43.146                |
| 4. Århus Øst                | 26.734     | 56,8 | 20.307      | 43,2  | 47.041        | 1.332  | 135      | 48.508                |
| 5. Djurs                    | 18.159     | 42,8 | 24.222      | 57,2  | 42.381        | 594    | 80       | 43.055                |
| 6. Randers Nord             | 9.693      | 40,1 | 14.496      | 59,9  | 24.189        | 295    | 56       | 24.540                |
| 7. Randers Syd              | 10.884     | 42,5 | 14.740      | 57,5  | 25.624        | 369    | 53       | 26.046                |
| 8. Favrskov                 | 12.306     | 48,3 | 13.149      | 51,7  | 25.455        | 460    | 55       | 25.970                |
| 9. Skanderborg              | 23.967     | 51,8 | 22.273      | 48,2  | 46.240        | 852    | 76       | 47.168                |
| 10. Horsens                 | 18.395     | 41,9 | 25.533      | 58,1  | 43.928        | 675    | 117      | 44.720                |
| 11. Hedensted               | 10.900     | 43,4 | 14.203      | 56,6  | 25.103        | 373    | 75       | 25.551                |
| Vestjyllands Storkreds      | 131.936    | 48,5 | 139.993     | 51,5  | 271.929       | 4.341  | 600      | 276.870               |
| 1. Struer                   | 10.984     | 45,2 | 13.336      | 54,8  | 24.320        | 335    | 37       | 24.692                |
| 2. Skive                    | 11.311     | 45,6 | 13.470      | 54,4  | 24.781        | 373    | 63       | 25.217                |
| 3. Viborg Vest              | 12.634     | 49,5 | 12.913      | 50,5  | 25.547        | 432    | 61       | 26.040                |
| 4. Viborg Øst               | 11.707     | 50,9 | 11.290      | 49,1  | 22.997        | 346    | 60       | 23.403                |
| 5. Silkeborg Nord           | 11.123     | 47,1 | 12.479      | 52,9  | 23.602        | 361    | 48       | 24.011                |
| 6. Silkeborg Syd            | 12.658     | 51,3 | 12.013      | 48,7  | 24.671        | 429    | 66       | 25.166                |
| 7. Ikast                    | 9.271      | 45,3 | 11.196      | 54,7  | 20.467        | 338    | 47       | 20.852                |
| 8. Herning Syd              | 9.905      | 47,2 | 11.086      | 52,8  | 20.991        | 339    | 60       | 21.390                |
| 9. Herning Nord             | 11.997     | 50,2 | 11.920      | 49,8  | 23.917        | 362    | 39       | 24.318                |
| 10. Holstebro               | 15.383     | 49,3 | 15.826      | 50,7  | 31.209        | 563    | 63       | 31.835                |
| 11. Ringkøbing              | 14.963     | 50,8 | 14.464      | 49,2  | 29.427        | 463    | 56       | 29.946                |
| Nordjyllands Storkreds      | 129.202    | 42,8 | 172.775     | 57,2  | 301.977       | 4.649  | 638      | 307.264               |
| 1. Frederikshavn            | 12.384     | 37,5 | 20.674      | 62,5  | 33.058        | 393    | 75       | 33.526                |
| 2. Hjørring                 | 14.269     | 42,5 | 19.325      | 57,5  | 33.594        | 503    | 88       | 34.185                |
| 3. Brønderslev              | 16.328     | 41,5 | 23.022      | 58,5  | 39.350        | 529    | 81       | 39.960                |
| 4. Thisted                  | 15.167     | 44,6 | 18.845      | 55,4  | 34.012        | 527    | 71       | 34.610                |
| 5. Himmerland               | 15.516     | 45,5 | 18.608      | 54,5  | 34.124        | 517    | 53       | 34.694                |
| 6. Mariagerfjord            | 9.464      | 42,7 | 12.687      | 57,3  | 22.151        | 298    | 37       | 22.486                |
| 7. Aalborg Øst              | 16.666     | 41,7 | 23.275      | 58,3  | 39.941        | 743    | 84       | 40.768                |
| 8. Aalborg Vest             | 15.759     | 47,6 | 17.371      | 52,4  | 33.130        | 561    | 62       | 33.753                |
| 9. Aalborg Nord             | 13.649     | 41,8 | 18.968      | 58,2  | 32.617        | 578    | 87       | 33.282                |

kilde: "Folkeafstemning torsdag 3. december 2015" (Danmarks Statistik) Arkiveret 7. december 2015 hos  Wayback Machine

## Følger

### Kommentarer til resultatet af afstemningen
Da valgets resultat var klart indkaldte statsminister Lars Løkke Rasmussen mandag den 7. december 2015 alle Folketingets partier til drøftelser af udfaldet af afstemningen for at undersøge, om der kan skabes en bred aftale om Danmarks fremtidige deltagelse i Europol. I første omgang undersøges mulighederne for at opnå en parallelaftale.  Socialdemokraternes formand, Mette Frederiksen udtalte, at vælgernes klare afvisning af forslaget måtte betyde, at der fremover skal findes et "fælles fodslag" mellem befolkningen og politikerne i EU - spørgsmål.
Fredag den 11. december mødtes statsministeren med EU-Kommissionens formand, Jean-Claude Juncker, og EU' s præsident Donald Tusk. På baggrund af denne tilkendegav statsministeren, at han på vegne af Folketinget ønskede en politisk aftale om deltagelse i Europol trods de danske vælgeres nej til at afskaffe retsforbeholdet.

### Forskydninger i vælgertilslutning
Folkeafstemningen bevirkede også forskydninger i de politiske partiers vælgertilslutning. I sammenligning med folketingsvalget var støtten ved en meningsmåling foretaget af Voxmeter i afstemningsugen:
| Parti                   | FT-valg | December | Forskydning |
| ----------------------- | ------- | -------- | ----------- |
| Socialdemokratiet       | 26,3%   | 24,5%    | -1,8%       |
| Radikale Venstre        | 4,6%    | 4,3%     | -0,3%       |
| Konservative Folkeparti | 3,4%    | 3,0%     | -0,4%       |
| Socialistisk Folkeparti | 4,2%    | 4,0%     | -0,2%       |
| Liberal Alliance        | 7,5%    | 7,0%     | -0,5%       |
| Kristendemokraterne     | 0,8%    | 0,7%     | -0,1%       |
| Dansk Folkeparti        | 21,1%   | 22,5%    | +1,7%       |
| Venstre                 | 19,5%   | 18,7%    | -0,8%       |
| Enhedslisten            | 7,8%    | 10,2%    | +2,4%       |
| Alternativet            | 4,8%    | 4,8%     | ±0,0%       |
| andre                   | 0,0%    | 0,3%     | +0,3        |

De to partier, der stærkest havde støttet et "nej", Enhedslisten og Dansk Folkeparti, gik således frem, mens partier, der havde støttet et "ja", gik tilbage.